# Frans Mintjens
Frans Mintjens, né le 23 novembre 1946 à Westmalle, est un coureur cycliste belge. Professionnel de 1969 à 1977, il a été l'un des plus fidèles équipiers d'Eddy Merckx, notamment sur le Tour de France. 
Son fils Edward a également été coureur cycliste chez les amateurs. 

## Palmarès

### Palmarès amateur
- 1966
  - 3e du Tour des Flandres amateurs
- 1967
  - Gand-Wevelgem amateurs
- 1968
  - Ster van Bladel
  - 7e étape du Tour de l'Avenir
  - 3e de la Coupe Sels

### Palmarès professionnel
- 1969
  - Grand Prix Pino Cerami
  - 2e de la Nokere Koerse
- 1970
  - Tour de Flandre orientale
  - 2e du Championnat de Zurich
- 1971
  - 2e du Grand Prix de Hannut
  - 2e du Grand Prix de l'Escaut
  - 5e du Tour des Flandres
  - 9e de Paris-Nice
- 1972
  - 8e du Tour de la Nouvelle-France
- 1974
  - 2e du Circuit Mandel-Lys-Escaut
- 1975
  - Prix de Saint-Amands
- 1976
  - Kessel-Lier

## Résultats sur les grands tours

### Tour de France
6 participations
- 1969 : 76e
- 1970 : 75e
- 1971 : 57e
- 1972 : 37e
- 1974 : 83e
- 1975 : 56e

### Tour d'Italie
4 participations
- 1970 : 49e
- 1972 : 20e
- 1973 : 26e
- 1974 : 74e

### Tour d'Espagne
1 participation
- 1973 : 50e